# 339486 Raimeux
339486 Raimeux este o planetă minoră (asteroid) din centura de asteroizi. A fost descoperită pe 3 aprilie 2005 la Jura-Observatorium⁠(d) de Michel Ory⁠(d). 
Obiectul prezintă o orbită caracterizată de o semiaxă mare de 2,8424508393905 UAi, o excentricitate de 0,05, o înclinație de 7,3 ° în raport cu ecliptica.